# Albert Cogels
Albert Cogels, né à Anvers le 30 janvier 1776 et mort à Anvers le 11 février 1852, est un homme politique belge.

## Biographie
Albert Cogels est le fils de Jan Baptist Cogels (1729-1799) (nl) et d'Isabelle Marie Cornélie Stier, ainsi que le frère d'Hendrik Cogels. La famille Cogels est anoblie en 1753 et les deux frères sont confirmés nobles en 1822. Marié avec Marie della Faille de Leverghem, il est le père de Georges Cogels (nl) et de John Cogels (nl).
Il fait ses études à Paris et à Louvain.
Négociant et banquier, il est président de la Chambre de commerce d'Anvers.

## Fonctions et mandats
- Grand aumônier d'Anvers
- Conseiller communal d'Anvers : 1809-
- Président de la Chambre de commerce d'Anvers : 1824-1836
- Membre de la Seconde Chambre des États généraux : 1815-1817
- Membre du Congrès national : 1830-1831

## Sources
- C. BEYAERT, Biographies des membres du Congrès national, Bruxelles, 1930, p. 43
- J.L. DE PAEPE & Ch. RAINDORF-GERARD, Le Parlement belge 1831-1894. Données biographiques, Bruxelles, Commission de la biographie nationale, 1996, pp.635-636